# Frank Simmons
George Francis Simmons Henshaw (Nottingham, 12 de noviembre de 1884-Nottingham, 17 de mayo de 1970) fue un futbolista inglés que se desempeñaba como interior derecho, aunque en algunas ocasiones jugaba de delantero centro, que jugó por la selección de Chile.

## Trayectoria
Nació en Inglaterra en 1885. Cuando tenía 22 años llegó a Chile, más precisamente a la ciudad de Valparaíso para trabajar en una empresa británica como inspector de riesgos, era de un nivel socioeconómico alto, además destacaba como jugador de cricket.
Empezó a jugar al futbol cuando se integró a las filas del Badminton de Valparaíso, jugando durante seis años, para posteriormente convertirse en presidente de la institución, siendo el último presidente del club antes que entrara en receso por la Primera Guerra Mundial.
Estuvo en Chile hasta 1920, cuando volvió a subirse a un barco y regresó a Inglaterra sin dejar huella, porque no se casó ni tuvo hijos. Falleció en 1970.

## Selección nacional

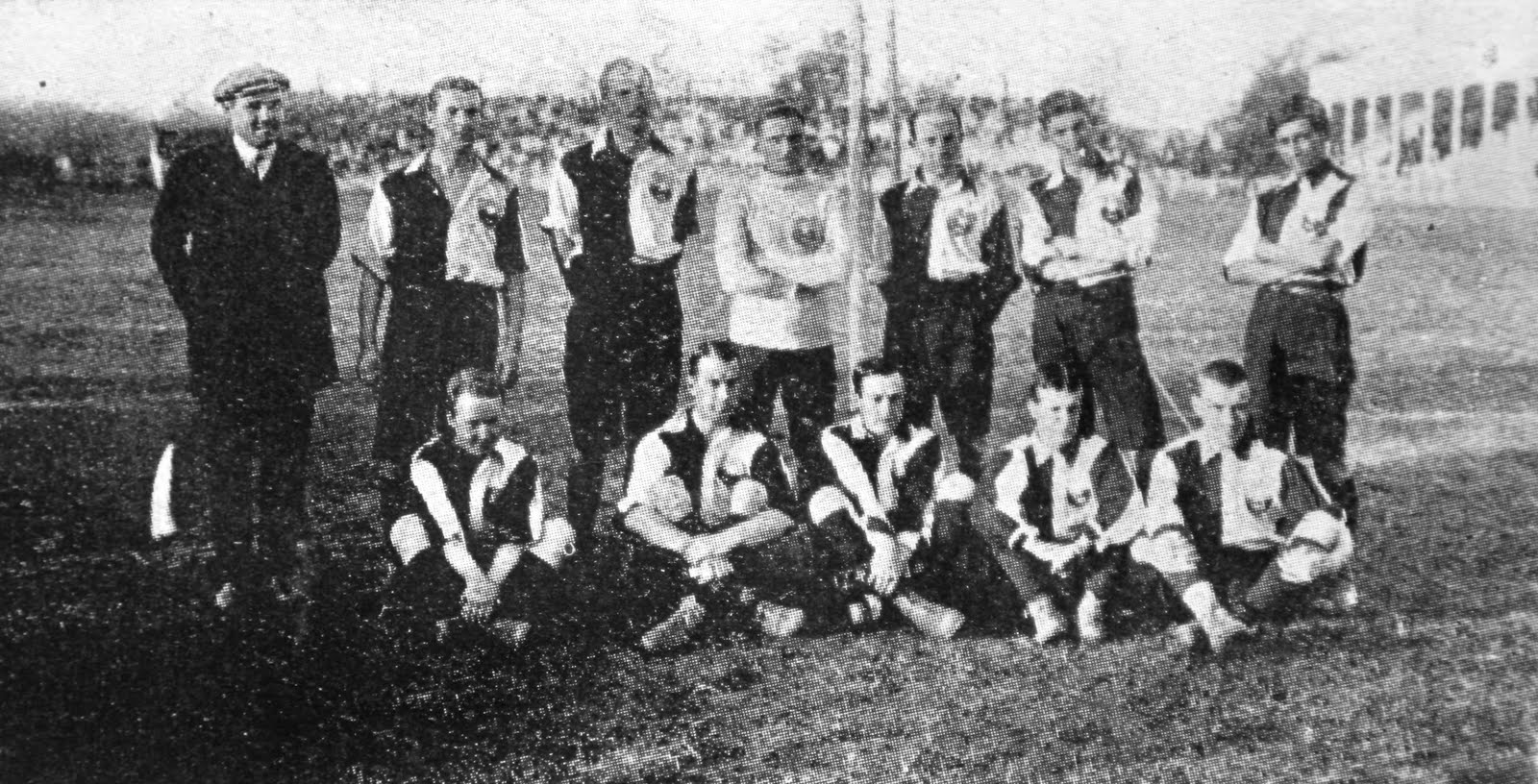
El plantel de la selección de fútbol de Chile, del 5 de junio de 1910, en el que participó Frank Simmons

Fue internacional con la selección chilena durante el año 1910, participando en la Copa Centenario Revolución de Mayo. Participó del primer partido en la historia del seleccionado chileno. Tuvo participación con el combinado patrio durante tres partidos oficiales y en los que anotó un gol, siendo su participación final en el seleccionado de tres partidos y un gol.
Tuvo su debut con la selección en un amistoso ante Argentina, encuentro que terminó en derrota para el seleccionado nacional por 3-1, en ese partido Frank convirtió el primer gol en la historia de la Selección Chilena, gracias a ese gol se convirtió en el primer máximo anotador de la historia de la selección de Chile.
Fue convocado para disputar la Copa Centenario Revolución de Mayo que se realizó en Buenos Aires, disputando solo un partido en el torneo. También fue convocado para el encuentro frente a Argentina en Viña.

### Partidos internacionales
| 1     | 27 de mayo de 1910       | Cancha Belgrano Athletic Club, Buenos Aires, Argentina | Argentina  | 3-1 | Chile     |   | Amistoso                           |
| 2     | 29 de mayo de 1910       | Cancha de Colegiales, Buenos Aires, Argentina          | Uruguay    | 3-0 | Chile     |   | Copa Centenario Revolución de Mayo |
| 3     | 11 de septiembre de 1910 | Valparaíso Sporting Club, Viña del Mar, Chile          | Chile      | 0-3 | Argentina |   | Amistoso                           |
| Total |                          |                                                        | Presencias | 3   | Goles     | 1 |                                    |

## Clubes
| Club      | País  | Año       |
| --------- | ----- | --------- |
| Badminton | Chile | 1907-1913 |

## Palmarés

### Torneos locales
| Título             | Club                    | País  | Año  |
| ------------------ | ----------------------- | ----- | ---- |
| Copa Sporting      | Badminton Football Club | Chile | 1908 |
| Copa El Mercurio   | Badminton Football Club | Chile | 1908 |
| Liga de Valparaíso | Badminton Football Club | Chile | 1908 |
| Copa Sporting      | Badminton Football Club | Chile | 1910 |
| Copa El Mercurio   | Badminton Football Club | Chile | 1912 |
| Copa Sporting      | Badminton Football Club | Chile | 1912 |
| Liga de Valparaíso | Badminton Football Club | Chile | 1912 |
| Copa El Mercurio   | Badminton Football Club | Chile | 1913 |

### Distinciones individuales
| Predecesor: No tiene | Máximo goleador de la selección de fútbol de Chile 1910-1919 | Sucesor: Alfredo France |